# Constante de ionização
Constante de ionização é a constante de equilíbrio de reações que envolvem íons. A constante de equilíbrio da reação genérica:
é dada pela fórmula:
Onde A, B, C, e D são as espécies químicas envolvidas, α, β, ω e δ são seus respectivos coeficientes estequiométricos e [A], [B], [C] e [D] são as suas respectivas concentrações no equilíbrio (em mol/L).Portanto, as substâncias presentes na reação devem estar necessariamente no estado líquido, não podendo estar como um precipitado. Quando se trata de equilíbrio iônico os produtos ou os reagentes são íons. Por exemplo na reação de auto-ionização da água:
O lado direito da reação (os produtos) são íons. Temos um tipo de equilíbrio iônico cuja constante é dada pela expressão:
O H2O é considerado o solvente portanto sua concentração na expressão de equilíbrio é igual à unidade.
A constante de ionização da água é igual ao produto da concentração do íon H3O+ pela concentração do íon OH-. A água não entra na expressão desta constante, uma vez que possui um valor praticamente constante de 55,6 mol/dm3.
Kw = [H3O+] . [OH-]